# Liga Femenina 2 de baloncesto 2009-10
La Liga Femenina 2 de baloncesto 2009-10 fue la 9.ª temporada de la segunda máxima competición de clubes femeninos de baloncesto en España, organizada por la Federación Española de Baloncesto.

## Formato
- Liga regular: participaron 30 equipos divididos en dos grupos de 15 equipos.[1]En cada grupo jugaron todos contra todos en partidos de ida/vuelta en 28 jornadas.
- Fase final: los cuatro primeros de ambos grupos disputaron en una misma sede la fase de ascenso a Liga Femenina, se dividieron en dos grupos de cuatro equipos, dos del grupo A y 2 del grupo B según el orden de clasificación. Los dos mejores de cada grupo pasaron a las semifinales. El ganador de cada una de ellas ascendió deportivamente a Liga Femenina.[2]
- Fase de permanencia: los dos últimos de ambos grupos compitieron en sede única en una liga a una vuelta. Los 2 últimos clasificados descendieron a Primera División Femenina.

## Equipos por comunidad autónoma

### Grupo A
| Comunidad autónoma | N.º | Equipos |
| ------------------ | --- | --- |
| Asturias           | 1   | ADBA (Avilés) |
| Canarias           | 1   | CB Uni-Cajacanarias (Santa Cruz de Tenerife) |
| Castilla y León    | 4   | Aros (León) Socinsa Bembibre PDM (Bembibre) Caja Rural Valbusenda (Zamora) Arranz-Jopisa Burgos (Burgos) |
| Extremadura        | 2   | Iberconsulting Extremadura Cáceres 2016 (Cáceres) BF Badajoz Extremadura (Badajoz) |
| Galicia            | 7   | Universitario de Ferrol (Ferrol) Codigalco Carmelitas (Orense) Pío XII (Santiago de Compostela) Durán Maquinaria Ensino (Lugo) CB Arxil (Pontevedra) Pabellón Ourense (Orense) Extrugasa (Villagarcía de Arosa) |

### Grupo B
| Comunidad autónoma  | N.º | Equipos                                                                                   |
| ------------------- | --- | ----------------------------------------------------------------------------------------- |
| Andalucía           | 2   | Grupo Marsol Conquero (Huelva) Chajeba 04 (Jerez de la Frontera)                          |
| Aragón              | 1   | Stadium Casablanca (Zaragoza)                                                             |
| Canarias            | 1   | Aguere (Santa Cruz de Tenerife)                                                           |
| Castilla-La Mancha  | 1   | Alvargómez (Guadalajara)                                                                  |
| Cataluña            | 3   | Segle XXI (Barcelona) Platges de Mataró (Mataró) Femení Sant Adrià (San Adrián de Besós)  |
| Comunidad de Madrid | 2   | Fundal Alcobendas (Alcobendas) CREF ¡Hola! Alameda de Osuna (Madrid)                      |
| Islas Baleares      | 1   | Espace Tanit Eivissa (Ibiza)                                                              |
| Navarra             | 1   | UNB Obenasa Navarra (Pamplona)                                                            |
| País Vasco          | 3   | Gdko Ibaizabal (Galdácano) Universidad del País Vasco (San Sebastián) Irlandesas (Lejona) |

## Liga Regular

### Grupo A
| | Equipo                                  | Puntos | J  | G  | P  | PF   | PC   | DP   |
| --- | --------------------------------------- | ------ | -- | -- | -- | ---- | ---- | ---- |
| 1 | Extrugasa                               | 51     | 28 | 23 | 5  | 1988 | 1718 | 270  |
| 2 | Arranz-Jopisa Burgos                    | 51     | 28 | 23 | 5  | 2067 | 1798 | 269  |
| 3 | Durán Maquinaria Ensino                 | 49     | 28 | 21 | 7  | 1991 | 1784 | 207  |
| 4 | CB Uni-Cajacanarias                     | 48     | 28 | 20 | 8  | 2046 | 1917 | 129  |
| 5 | Pío XII                                 | 47     | 28 | 19 | 9  | 1986 | 1682 | 304  |
| 6 | Caja Rural Valbusenda                   | 47     | 28 | 19 | 9  | 2195 | 1940 | 255  |
| 7 | Socinsa Bembibre PDM                    | 46     | 28 | 18 | 10 | 2160 | 1890 | 270  |
| 8 | Universitario de Ferrol                 | 44     | 28 | 16 | 12 | 1997 | 1943 | 54   |
| 9 | Pabellón Ourense                        | 37     | 28 | 9  | 19 | 1770 | 1840 | -70  |
| 10 | BF Badajoz Extremadura                  | 37     | 28 | 9  | 19 | 1669 | 2161 | -492 |
| 11 | ADBA                                    | 36     | 28 | 8  | 20 | 1924 | 2058 | -134 |
| 12 | Aros                                    | 36     | 28 | 8  | 20 | 1816 | 2121 | -305 |
| 13 | CB Arxil                                | 35     | 28 | 7  | 21 | 1780 | 1984 | -204 |
| 14 | Iberconsulting Extremadura Cáceres 2016 | 34     | 28 | 6  | 22 | 1686 | 1883 | -197 |
| 15 | Codigalco Carmelitas                    | 32     | 28 | 4  | 24 | 1614 | 1970 | -356 |
| Fuente: Federación Española de Baloncesto: Clasificación de la Liga Femenina 2 - Grupo A; actualización automática |                                         |        |    |    |    |      |      |      |

### Grupo B
| | Equipo                       | Puntos | J  | G  | P  | PF   | PC   | DP   |
| --- | ---------------------------- | ------ | -- | -- | -- | ---- | ---- | ---- |
| 1 | UNB Obenasa Navarra          | 54     | 28 | 26 | 2  | 2239 | 1638 | 601  |
| 2 | Universidad del País Vasco   | 47     | 28 | 19 | 9  | 1812 | 1654 | 158  |
| 3 | Femení Sant Adrià            | 45     | 28 | 17 | 11 | 1821 | 1757 | 64   |
| 4 | Espace Tanit Eivissa         | 45     | 28 | 17 | 11 | 1888 | 1795 | 93   |
| 5 | CREF ¡Hola! Alameda de Osuna | 44     | 28 | 16 | 12 | 1997 | 1916 | 81   |
| 6 | Stadium Casablanca           | 44     | 28 | 16 | 12 | 1780 | 1765 | 15   |
| 7 | Fundal Alcobendas            | 43     | 28 | 15 | 13 | 1886 | 1839 | 47   |
| 8 | Segle XXI                    | 42     | 28 | 14 | 14 | 1687 | 1656 | 31   |
| 9 | Irlandesas                   | 41     | 28 | 13 | 15 | 1769 | 1826 | -57  |
| 10 | Aguere                       | 39     | 28 | 11 | 17 | 1759 | 1822 | -63  |
| 11 | Platges de Mataró            | 38     | 28 | 10 | 18 | 1792 | 1918 | -126 |
| 12 | Alvargómez                   | 38     | 28 | 10 | 18 | 1757 | 1873 | -116 |
| 13 | Gdko Ibaizabal               | 38     | 28 | 10 | 18 | 1639 | 1807 | -168 |
| 14 | Grupo Marsol Conquero        | 37     | 28 | 9  | 19 | 1725 | 1994 | -269 |
| 15 | Chajeba 04                   | 35     | 28 | 7  | 21 | 1798 | 2089 | -291 |
| Fuente: Federación Española de Baloncesto: Clasificación de la Liga Femenina 2 - Grupo B; actualización automática |                              |        |    |    |    |      |      |      |

## Fase Final

### Grupo 1
| | Equipo                     | Puntos | J | G | P | PF  | PC  | DP |
| --- | -------------------------- | ------ | - | - | - | --- | --- | -- |
| 1 | Universidad del País Vasco | 5      | 3 | 2 | 1 | 169 | 176 | -7 |
| 2 | Extrugasa                  | 5      | 3 | 2 | 1 | 212 | 189 | 23 |
| 3 | CB Uni-Cajacanarias        | 4      | 3 | 1 | 2 | 184 | 192 | -8 |
| 4 | Femení Sant Adrià          | 4      | 3 | 1 | 2 | 162 | 170 | -8 |
| Fuente: Federación Española de Baloncesto: Clasificación de la Liga Femenina 2 - Final Grupo 1; actualización automática |                            |        |   |   |   |     |     |    |

### Grupo 2
| | Equipo                  | Puntos | J | G | P | PF  | PC  | DP  |
| --- | ----------------------- | ------ | - | - | - | --- | --- | --- |
| 1 | Espace Tanit Eivissa    | 5      | 3 | 2 | 1 | 178 | 179 | -1  |
| 2 | UNB Obenasa Navarra     | 5      | 3 | 2 | 1 | 217 | 171 | 46  |
| 3 | Durán Maquinaria Ensino | 4      | 3 | 1 | 2 | 177 | 228 | -51 |
| 4 | Arranz-Jopisa Burgos    | 4      | 3 | 1 | 2 | 202 | 196 | 6   |
| Fuente: Federación Española de Baloncesto: Clasificación de la Liga Femenina 2 - Final Grupo 2; actualización automática |                         |        |   |   |   |     |     |     |

### Partidos para el ascenso
| Equipo 1                   | Resultado | Equipo 2             |
| -------------------------- | --------- | -------------------- |
| Universidad del País Vasco | 52-81     | UNB Obenasa Navarra  |
| Extrugasa                  | 67-60     | Espace Tanit Eivissa |

## Fase Permanencia
| | Equipo                                  | Puntos | J | G | P | PF  | PC  | DP  |
| --- | --------------------------------------- | ------ | - | - | - | --- | --- | --- |
| 1 | Iberconsulting Extremadura Cáceres 2016 | 6      | 3 | 3 | 0 | 228 | 189 | 39  |
| 2 | Grupo Marsol Conquero                   | 5      | 3 | 2 | 1 | 208 | 186 | 22  |
| 3 | Chajeba 04                              | 4      | 3 | 1 | 2 | 190 | 211 | -21 |
| 4 | Codigalco Carmelitas                    | 3      | 3 | 0 | 3 | 175 | 215 | -40 |
| Fuente: Federación Española de Baloncesto: Clasificación de la Liga Femenina 2 - Fase Permanencia; actualización automática |                                         |        |   |   |   |     |     |     |

## Postemporada
Ascendieron a Liga Femenina:
- UNB Obenasa Navarra (Campeonas).
- Extrugasa (Subcampeonas).

Descendieron de Liga Femenina:
- Asefa Estudiantes.
- Real Canoe NC (renunció a la Liga Femenina).
- (  Palacio de Congresos Ibiza no descendió al ocupar la vacante por la renuncia del  Real Canoe NC).

Descendieron a Primera División Fem:
- Chajeba 04.
- (  Codigalco Carmelitas también en posiciones de descenso, mantuvo la categoría al ocupar vacantes).

Renunciaron a la Liga Femenina 2:
- BF Badajoz Extremadura.
- CREF ¡Hola! Alameda de Osuna.
- Femení Sant Adrià.

Ascendieron desde Primera División Fem:
- Universidad de Valladolid.
- CBF Sarrià - Grupo Consultoría.
- (  Las Rozas CB y  Club Náutico Sevilla renunciaron al ascenso).

La Liga Femenina 2 se reduciría a 28 equipos en la siguiente temporada.